# Klassisk rock

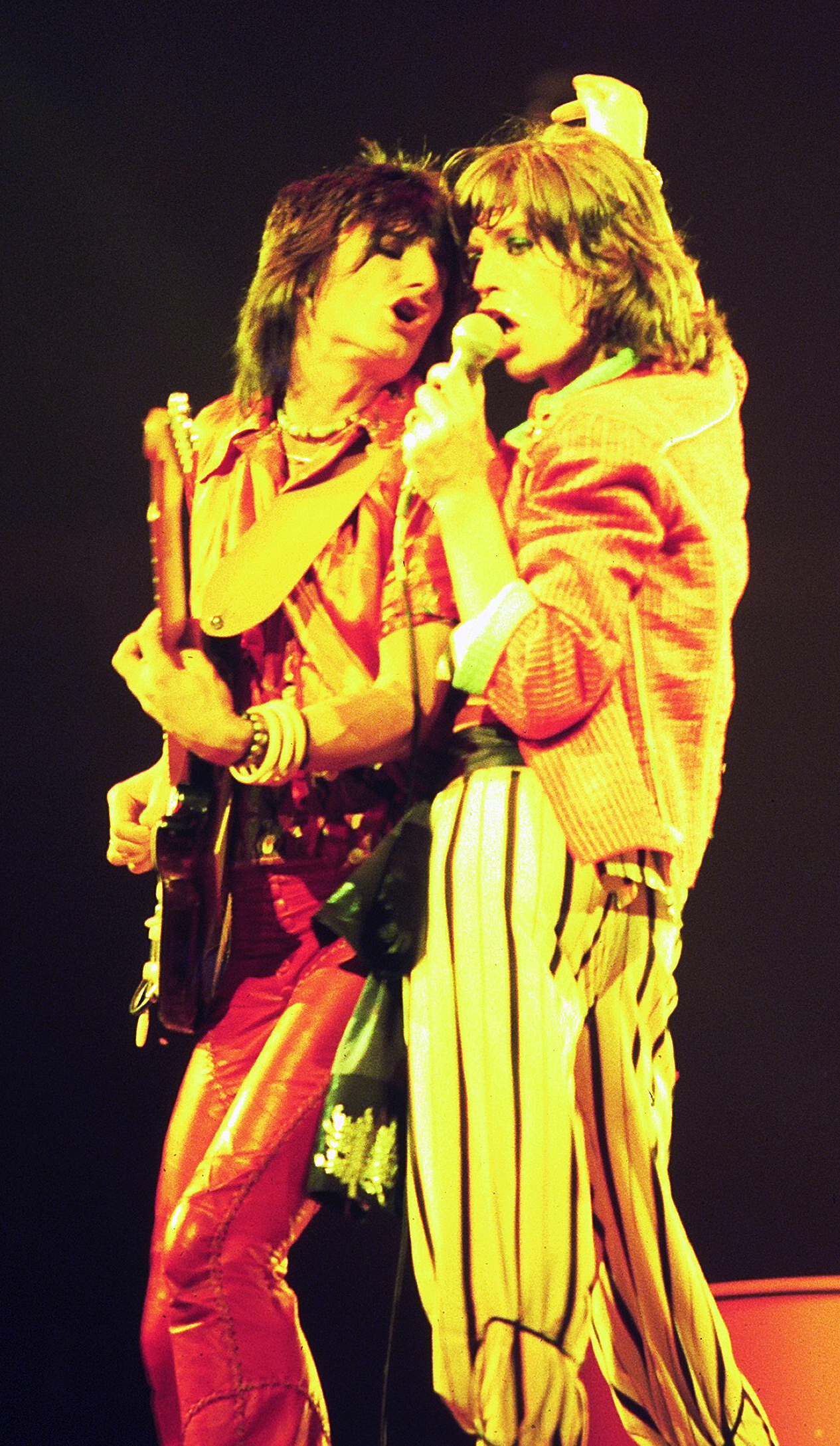
Ron Wood och Mick Jagger, två klassiska rock-artister.

Klassisk rock (engelska: Classic rock) är en benämning på klassisk rockmusik. Termen kan ses som en motsats kallad modern rock. Klassisk rock (ibland benämnd gubbrock) kan syfta på rockmusik av (kommersiellt framgångsrika) grupper och artister som slog igenom på 1960- och 70-talen. Genren kopplas ofta till bluesrock och Album-oriented rock (AOR).

## Beskrivning
Klassisk rock syftar på en äldre generations rock, både vad gäller utövarna och publiken. Det amerikanska Classic rock myntades som ett programformat för radio i början av 1980-talet, då man främst syftade på kommersiellt framgångsrika grupper inom hårdrock, bluesrock och "arenarock". Detta inkluderade namn som Led Zeppelin, Rolling Stones, Queen och grupper med en liknande stil och popularitet. Här ingår det relaterade begreppet album-oriented rock (AOR). Bland senare namn finns Ryan Adams.
Även bluesbaserad rock, såsom boogierock, benämns ibland som "klassisk rock". Nöjesjournalisten Fredrik Virtanen har försökt reda ut begreppet i en krönika.

## Gubbrock
Gubbrock är en vanligtvis nedsättande term för klassisk rock. Den närmaste motsvarigheten till gubbrock på engelska är dad rock - alltså, föräldragenerationens rockmusik.

### Bakgrund
En av de tidigaste förekomsterna, om inte den tidigaste, av uttrycket gubbrock i svensk massmedia går att finna i Peter Himmelstrands recension av Bill Haleys konsert på Gröna Lund den 11 september 1972, publicerad i Expressen dagen därpå. Under rubriken "Snäll gubbrock med Bill Haley" betonar skribenten Haleys ålder samt hans brist på framåtrörelse, vilket kontrasteras med kraften i den rockrevolution han en gång var en del av. "Det låter lite snäll gubbrock om Bill Haley i dag," skriver Himmelstrand. "Inte mer upphetsande än en krogtrio som spelar 'La Paloma'". Sju år senare dyker uttrycket upp igen i en kolumn av Carl Erland Andersson på ämnet The Band i samma tidning. Under rubriken "Gubbrock man blir varm av" söker Andersson sätta fingret på vad som skiljer The Band, då aktuella med The Last Waltz, från samtida rockartister. "The Band är gubbrock," skriver han. "Dvs dom har hängt med länge." Detta, menar Andersson, har bibringat gruppen de lärdomar som åldern för med sig: "Om man slår sej ner och lyssnar på dom känner man det oerhörda djup som kan finnas i rock då den spelas med nyanserna på sina platser, med tonerna varma som solblänk genom löv. [...] Musik som man blir varm av. Musik som också innebär lärdomar." Året därpå, och återigen i Expressen, för Mats Olsson i kraft av sin inflytelserika ställning ut uttrycket till en bredare allmänhet. I en krönika med titeln "Lysande gubbrock," som också aviseras på tidningen framsida, behandlar Olsson nya LP-skivor av Dave Edmunds, Nick Lowe och The Flamin' Groovies, som en del av hans uppmaning till läsarna att "ta steget in i gubbrocken."

### Analys
Enligt Mats Trondman, professor i kultursociologi, är termen ett sätt för 60- och 70-talister att utmana den föregående generationens tolkningsföreträde inom den populärkulturella sfären. "[Epitetet] används i huvudsak av en yngre generation män som vill överta smakelitens positioner," skriver Trondman. "Gubbstämpeln är således den nya generationens viktigaste redskap i kampen för egna positioner".
Trondman skriver vidare att termen fått motsatt effekt allteftersom både 60- och 70-talisterna själva och deras popikoner åldrats. Han exemplifierar detta med hur skribenten Natalia Kazmierska från nästkommande generation i sin tur kritiserat 60- och 70-talisternas smak och åsiktsdominans: "Rebellen har blivit gubbrockare," som hon formulerade det i en krönika om punken. Samtidigt diskuterade Kazmierska även artisten Morrissey i termer av "gubbromantik", vilket fick den äldre musikjournalisten Andres Lokko att gå i stark polemik mot henne. Trondman tolkar utväxlingen skribenterna emellan i ljuset av gubbrockbegreppets kontextbunda natur: "[Lokko] glömmer vad man måste glömma när man gubbe blivit. Att en yngre smakelit i tillblivelse alltid måste sätta fingret på 'sunkigheten' i den äldre generationens smak. Det hör till maktkampen inom smakeliten, en maktkamp som alltid utspelas med konsten och smaken som redskap."